# Trichodesma arenicola
Trichodesma arenicola är en strävbladig växtart. Trichodesma arenicola ingår i släktet Trichodesma och familjen strävbladiga växter.

## Underarter
Arten delas in i följande underarter:
- T. a. arenicola
- T. a. concinnum